# Čadramska vas
Čadramska vas – wieś w Słowenii, w gminie Poljčane. W 2018 roku liczyła 151 mieszkańców.